# 1994 en république du Congo

## Gouvernement
- Président : Pascal Lissouba
- Premier ministre : Joachim Yhombi-Opango

## Événements
- 12 janvier : dévaluation du franc CFA
- 30 janvier : accord de cessez-le-feu avec les milices du Pool
- 16 juillet : Bernard Kolélas est élu maire de Brazzaville
- 12 août : 142 personnes meurent dans une bousculade à la sortie d'une cérémonie religieuse organisée dans l'église Saint-Pierre-Claver de Bacongo
- 19-23 décembre : Forum national pour la culture de paix à Brazzaville

## Décès
- 7 septembre  : Jean-Gilbert Foutou, journaliste